# سلتنباخ (نکار)
سلتنباخ (نکار)، سلتنباخ رودخانه‌ای در شهر بادن-وورتمبرگ کشور آلمان است.